# Autobusos nocturns a l'Àmbit metropolità de Barcelona
Hi ha dues xarxes integrades que comprenen totes les línies d'autobusos nocturns a l'Àmbit metropolità de Barcelona: el NitBus i el Servei Interurbà d'Autobusos Nocturns. El nitbus, regit per l'Àrea Metropolitana de Barcelona, dona servei a Barcelona i als municipis més propers. El Servei Interurbà d'Autobusos Nocturns, regit per l'Autoritat del Transport Metropolità (ATM), opera a la Regió Metropolitana de Barcelona. Les dues xarxes tenen una estructura força radial, amb centre a la plaça de Catalunya, on es poden efectuar la majoria d'enllaços entre línies.

## Nitbus

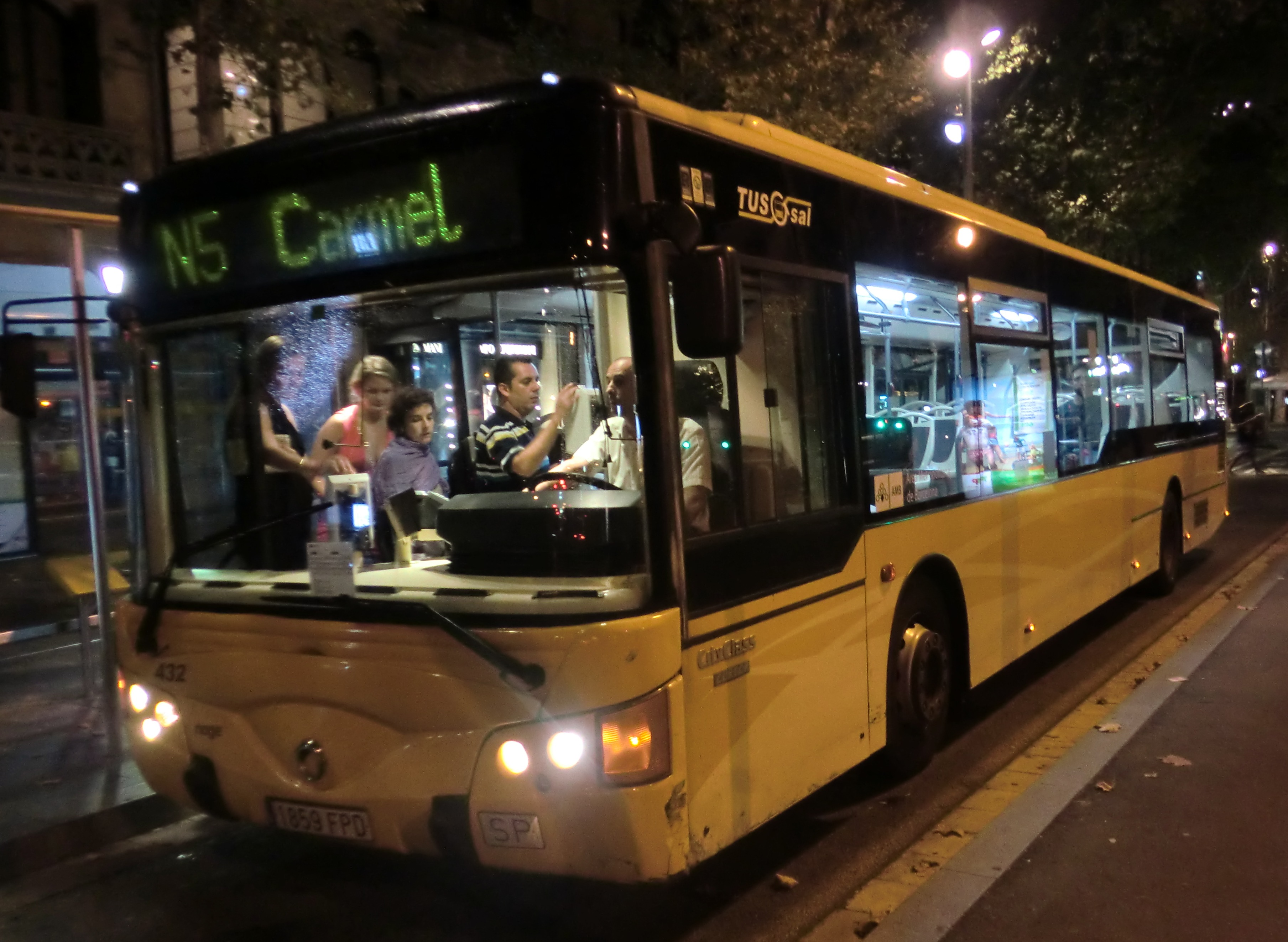
Vehicle de la línia N5 del nitbus al Passeig de Gràcia de Barcelona.

El nitbus (Xarxa Metropolitana d'Autobusos Nocturns) és una xarxa d'autobusos nocturns de l'Àrea Metropolitana de Barcelona (AMB). La xarxa ha anat creixent segons les necessitats de mobilitat detectades i actualment és operada per les empreses TUSGSAL i Baix Bus:
| Línia | Origen                                        | Destí                                         | Operador |
| ----- | --------------------------------------------- | --------------------------------------------- | -------- |
| N1    | Zona Franca                                   | Trinitat Nova                                 | Tusgsal  |
| N2    | L'Hospitalet de Llobregat (Avinguda Carrilet) | Badalona (Via Augusta)                        | Tusgsal  |
| N3    | Collblanc                                     | Montcada i Reixac (Rbla. Països Catalans)     | Tusgsal  |
| N4    | Via Favència                                  | Carmel (Gran Vista)                           | Tusgsal  |
| N5    | Plaça de Catalunya                            | Carmel (Gran Vista)                           | Tusgsal  |
| N6    | Roquetes                                      | Santa Coloma de Gramenet (Oliveres)           | Tusgsal  |
| N7    | Pedralbes                                     | Fòrum                                         | Tusgsal  |
| N8    | Can Caralleu                                  | Santa Coloma de Gramenet (Can Franquesa)      | Tusgsal  |
| N9    | Plaça Portal de la Pau                        | Tiana (Edith Llaurador)                       | Tusgsal  |
| N10   | Sarrià (Barcelona)                            | Vallvidrera i Les Planes (nucli de Barcelona) | Tusgsal  |
| N11   | Plaça de Catalunya                            | Can Ruti                                      | Tusgsal  |
| N12   | Plaça Portal de la Pau                        | Sant Feliu de Llobregat (La Salut)            | Baix Bus |
| N13   | Plaça de Catalunya                            | Sant Boi de Llobregat (Ciutat Cooperativa)    | Baix Bus |
| N14   | Plaça de Catalunya                            | Castelldefels (Centre Vila)                   | Baix Bus |
| N15   | Plaça Portal de la Pau                        | Sant Joan Despí (Torreblanca)                 | Baix Bus |
| N16   | Plaça de Catalunya                            | Castelldefels (Bellamar)                      | Baix Bus |
| N17   | Plaça de Catalunya                            | Aeroport del Prat (Terminal T1)               | Baix Bus |
| N18   | Plaça de Catalunya                            | Aeroport del Prat (Terminals T1 i T2)         | Baix Bus |
| N26   | Plaça de Catalunya                            | Diagonal Mar                                  | Tusgsal  |
| N28   | Collblanc                                     | Port Olímpic                                  | Tusgsal  |

Totes les línies de nitbus passen per la plaça de Catalunya de Barcelona, excepte les línies N0 i N10. El 20 d'abril del 2007 l'interval de pas de totes les línies es va establir en 20 minuts fet que va representar una gran millora ja que facilitava els transbords i implicava, en algunes relacions, triplicar el nombre d'expedicions. Totes les línies funcionen els 365 dies de l'any exceptuant la N10 que només funciona les nits de dijous, divendres, dissabtes i vigílies de festiu i fa un màxim de 5 expedicions.
En els darrers anys, la xarxa ha crescut en nombre de línies amb la creació de la N10 (llargament reivindicada pels veïns de Vallvidrera, el Tibidabo i les Planes), l'N18, l'N26 i l'N28.

## Autobusos nocturns de l'ATM

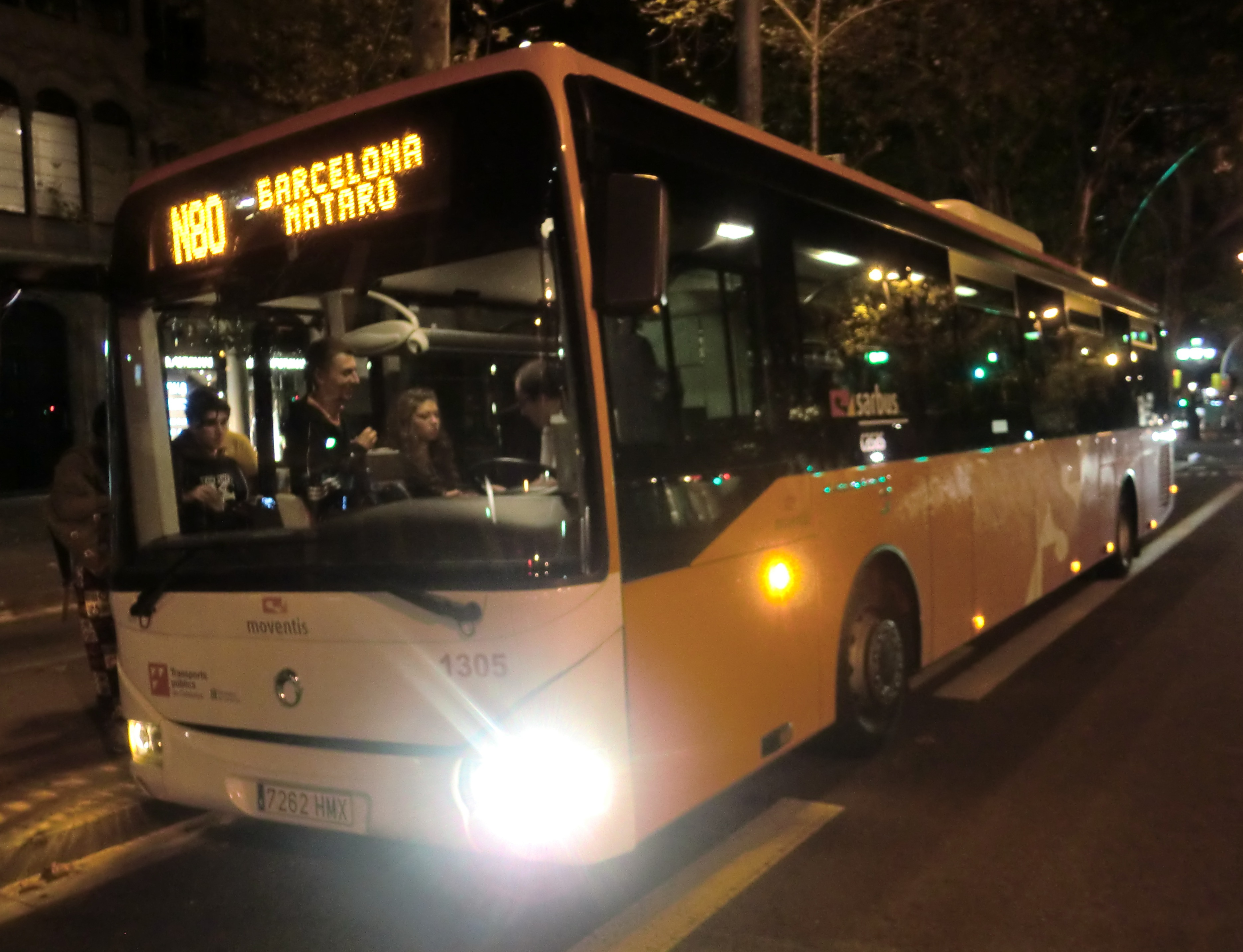
Vehicle de la línia N80 del Servei Interurbà d'Autobusos Nocturns al Passeig de Gràcia de Barcelona.

El servei interurbà d'autobusos nocturns de la Regió Metropolitana de Barcelona és una xarxa d'autobusos nocturns regida per l'Autoritat del Transport Metropolità. La xarxa està formada per línies operades per diverses empreses. Uneixen Barcelona amb una gran part de les poblacions del Baix Llobregat, el Garraf, l'Alt Penedès, el Vallès Occidental, el Vallès Oriental i el Maresme. És una xarxa radial, amb l'epicentre a la Plaça de Catalunya, on els autobusos fan parada en marquesines dispersades a l'entorn de la plaça (Ronda de Sant Pere, Ronda de la Universitat i part baixa del Passeig de Gràcia), garantint la intermodalitat amb la xarxa de NitBus.
És complementària al NitBus, ja que els autobusos no fan parada a la majoria de llocs de l'AMB que ja estan coberts per aquesta altra xarxa. Parcialment, substitueix el servei de Rodalia de Barcelona en horari nocturn. És recomanable consultar-ne prèviament els horaris i recorreguts al les pàgines web dels operadors:
| Línia | Origen    | Destí                        | Operador           | Municipis coberts |
| ----- | --------- | ---------------------------- | ------------------ | --- |
| N30   | Barcelona | Vilafranca del Penedès       | Bus Garraf         | Barcelona, L'Hospitalet de Llobregat, El Prat de Llobregat (Aeroport), Sitges, Sant Pere de Ribes, Vilanova i la Geltrú, Canyelles, Olèrdola, Vilafranca del Penedès              |
| N41   | Barcelona | Sant Sadurní d'Anoia         | Soler i Sauret     | Barcelona, Sant Boi de Llobregat, Santa Coloma de Cervelló, Sant Vicenç dels Horts, Molins de Rei, El Papiol, Castellbisbal, Martorell, Gelida, Sant Sadurní d'Anoia              |
| N42   | Barcelona | Santa Margarida i els Monjos | Hispano Igualadina | Barcelona, Gelida, Sant Sadurní d'Anoia, Vilafranca del Penedès, Santa Margarida i els Monjos                                                                                     |
| N50   | Barcelona | Martorell                    | Soler i Sauret     | Barcelona, Sant Feliu de Llobregat, Molins de Rei, Pallejà, Sant Andreu de la Barca, Martorell                                                                                    |
| N51   | Barcelona | Esparreguera                 | Monbus             | Barcelona, Sant Boi de Llobregat, Santa Coloma de Cervelló, Sant Vicenç dels Horts, Molins de Rei, El Papiol, Castellbisbal, Martorell, Abrera, Olesa de Montserrat, Esparreguera |
| N52   | Vallirana | Molins de Rei                | Soler i Sauret     | Vallirana, Cervelló, Sant Vicenç dels Horts, Molins de Rei, Sant Feliu de Llobregat                                                                                               |
| N60   | Barcelona | Terrassa                     | Moventis           | Barcelona, Terrassa |
| N61   | Barcelona | Terrassa                     | Moventis           | Barcelona, Sant Cugat del Vallès, Rubí, Terrassa, Sabadell, Barberà del Vallès, Cerdanyola del Vallès                                                                             |
| N62   | Barcelona | Sant Cugat del Vallès        | Moventis/Font      | Barcelona, Ripollet, Cerdanyola del Vallès, Sant Cugat del Vallès |
| N64   | Barcelona | Terrassa                     | Moventis           | Barcelona, Cerdanyola del Vallès, Barberà del Vallès, Sabadell, Terrassa, Rubí, Sant Cugat del Vallès                                                                             |
| N65   | Barcelona | Castellar del Vallès         | Moventis           | Barcelona, Barberà del Vallès, Badia del Vallès, Sant Quirze del Vallès, Sabadell, Castellar del Vallès                                                                           |
| N66   | Terrassa  | Matadepera                   | Moventis           | Terrassa, Matadepera |
| N67   | Terrassa  | Vacarisses                   | Moventis           | Terrassa, Viladecavalls, Vacarisses |
| N70   | Barcelona | Caldes de Montbui            | Sagalés            | Barcelona, Santa Perpètua de Mogoda, Polinyà, Palau-solità i Plegamans, Caldes de Montbui, Sentmenat                                                                              |
| N71   | Barcelona | Granollers                   | Sagalés            | Barcelona, Montcada i Reixac, La Llagosta, Mollet del Vallès, Parets del Vallès, Lliçà de Vall, Granollers, Lliçà de Munt                                                         |
| N72   | Barcelona | La Garriga                   | Sagalés            | Barcelona, Mollet del Vallès, Martorelles, Montmeló, Montornès del Vallès, Granollers, Les Franqueses del Vallès, La Garriga, La Roca del Vallès, Vilanova del Vallès             |
| N73   | Barcelona | Sant Celoni                  | Sagalés            | Barcelona, Granollers, Cardedeu, Llinars del Vallès, Vilalba Sasserra, Sant Celoni, Santa Maria de Palautordera                                                                   |
| N80   | Barcelona | Mataró                       | Moventis           | Barcelona, Badalona, Montgat, El Masnou, Premià de Mar, Vilassar de Mar, Cabrera de Mar, Mataró, Argentona                                                                        |
| N81   | Barcelona | Vilassar de Dalt             | Moventis           | Barcelona, Alella, El Masnou, Teià, Premià de Mar, Vilassar de Mar, Cabrils, Vilassar de Dalt, Premià de Dalt                                                                     |
| N82   | Barcelona | Malgrat de Mar               | Sagalés            | Barcelona, Mataró, Sant Andreu de Llavaneres, Sant Vicenç de Montalt, Arenys de Mar, Canet de Mar, Sant Pol de Mar, Calella, Pineda de Mar, Santa Susanna, Malgrat de Mar         |
| N83   | Mataró    | Malgrat de Mar               | Sagalés            | Mataró, Sant Andreu de Llavaneres, Sant Vicenç de Montalt, Arenys de Mar, Canet de Mar, Sant Pol de Mar, Calella, Pineda de Mar, Santa Susanna, Malgrat de Mar                    |

## Informació d'ús
Des de la parada d'autobús, cal sol·licitar amb antelació que s'aturi, aixecant el braç, i per a baixar cal demanar la parada prement amb antelació els botons habilitats. En tots els autobusos es venen bitllets senzills i s'accepten els títols del Sistema Tarifari Integrat de l'ATM.